# کنسرتو ویولن (مندلسون)
کنسرتو ویلن در می مینور، اپوس ۶۴، اثر فلیکس مندلسون آخرین کار بزرگ ارکسترال وی می‌باشد. این اثر بخش مهمی از رپرتوار ویلن محسوب می‌شود و یکی از مردم پسندترین کنسرتو ویلن‌ها است. یک اجرای معمولی از آن کمتر از نیم ساعت طول می‌کشد.
این اثر سومین کوشش مندلسون در زمینهٔ فرم، «کنسرتو ویلن» محسوب می‌شود. دو کنسرتوی پیشین را مندلسون در پانزده سالگی تصنیف کرده؛ ولی هیچگاه آن‌ها را منتشر نساخته‌است. البته یهودی منوهین با دسترسی به نسخه دستنویس پارتیسیون یکی از این دو کنسرتو ویلن که در ر مینور تصنیف شده آن را اجرا و ضبط کرده‌است.

## تاریخچه
دوستی و علاقهٔ مندلسون به فردیناند داویت انگیزه اصلی آهنگساز در تصنیف یک «کنسرتو ویلن» بوده‌است. دست بر قضا هم مندلسون و هم فردیناند داویت هر دو در یک ساختمان واقع در شهر هامبورگ به دنیا آمدند ولی تا زمانی که اولی شانزده ساله و دومی پانزده ساله نشده بود، با یکدیگر فرصت آشنایی پیدا نکرده بودند. زمانی که مندلسون در ۱۸۳۵ به سمت رهبر ارکستر گهواندهاوس در لایپزیگ منصوب شد فردیناند داویت را به سمت کنسرت مایستر انتخاب کرد.

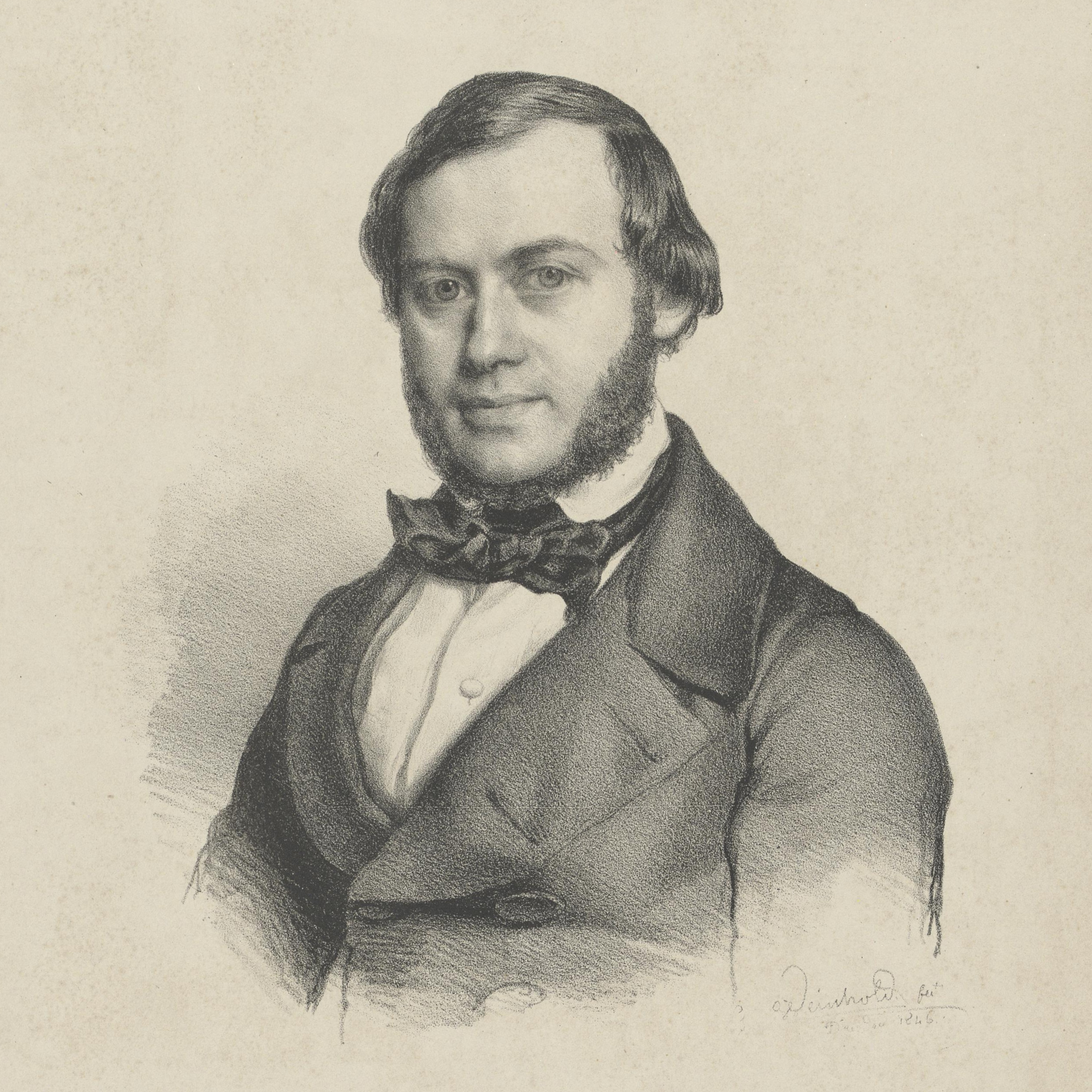
فردیناند داویت ویولونیست که نسخهٔ اولیهٔ این کنسرتو را اجرا کرد و همکاری وی برای پیدایش این اثر با اهمیت بود.

در ژوئیه سال ۱۸۳۸ مندلسون که در آن هنگام سی سال داشت بار دیگر به صرافت افتاد یک کنسرتو برای ویلن تصنیف کند. در آن ماه، مندلسون دوران تعطیلات خود را در خارج از شهر لایپزیگ می‌گذرانید و ضمن نامه‌ای برای داویت چنین نوشت: «در نظر دارم زمستان آینده یک کنسرتو ویلن برای شما تصنیف کنم. چنین کنسرتویی در تنالیتهٔ می مینور از هم‌اکنون در مغزم زمزمه می‌کند و سرآغاز آن یک لحظه آرامم نمی‌گذارد». ظاهراً داویت به این نامه بی‌درنگ پاسخ داده و اشتیاق خود را از اجرای چنین کنسرتویی ابراز داشته‌است؛ ولی از آن پس سالی سپری شد بدون آنکه مندلسون اشاره‌ای به شروع تصنیف یا به تکمیل آن بکند.
ظرف پنج سالی که از آن تاریخ گذشت بین مندلسون و داویت دائماً مشورت‌هایی دربارهٔ این کنسرتو به عمل می‌آمد. در این مشورت‌ها، داویت مرتباً به مندلسون راهنمایی‌هایی در جهت تصنیف سهم ویلن‌نواز سولو عرضه می‌داشت و ظاهراً قسمت بیشتر کادنزای موومان اول، به آن ترتیب که امروز می‌شنویم از فکر و راهنمایی داویت حاصل شده‌است. اما با آنکه مندلسون راهنمایی‌ها و توصیه‌های وی را در مواردی که از نظر نوازندگی ویلن صرفاً جنبه تکنیکی داشته، پذیرفته ولی در نهایت، قدرت ابداع و احساس شخص خودش قالب کلی و محتوای این کنسرتو را تعیین کرده‌است.
فردیناند داویت در نخستین اجرای کنسرتو ویلن مندلسون در لایپزیگ در مارس ۱۸۴۵، نقش نوازنده سولو را بر عهده داشت و این اجرا با استقبال پرشوری در محافل دوستدار موسیقی شهری نظیر لایپزیگ مواجه شد.

## سازبندی
این اثر برای ویلن سولو و ارکستر کلاسیک نوشته شده‌است که شامل دو فلوت، دو ابوا، دو کلارینت، دو باسون، دو هورن، دو ترومپت، تیمپانی‌ و زهی‌ها می‌شود.

## موومان‌ها
سه موومان این کنسرتو با یکدیگر پیوستگی دارد و باید بدون هیچگونه وقفه‌ای در پی همدیگر اجرا شوند و دارای سرعت‌های زیر است:
1. آلگرو مولتو آپاسیوناتو (می مینور)
2. آندانته (دو ماژور)
3. آلگرو نون تروپو – آلگرو مولتو ویواچه (می ماژور)

### موومان اول
۱۲–۱۴ دقیقه
این موومان با جمله یک میزانی موجداری شروع می‌شود و آنگاه «ویلن سولو» بی درنگ پا به صحنه‌ای می‌گذارد و ملودی ممتدی و پرشوری را می‌سراید. ویلن سپس همین تم را با فصاحت تمام مورد بسط قرار می‌دهد و در این هنگام یک تم که حالت انتقالی دارد توسط ارکستر معرفی می‌شود و باز ویلن سولو آن را می‌نوازد. تم اصلی دوم موومان، نخست با کلارینت‌ها و فلوت‌ها اجرا می‌شود و همزمان با آن، ویلن سولو یک نت را به شیوه‌ای ممتد مترنم می‌شود. بخش بسط و گسترش موومان، به‌طور عمده مربوط به تم اول می‌شود و سپس نوبت به یک کادنزای طولانی دشوار می‌رسد که بر عهده ویلن سولو قرار می‌گیرد و این کادِنزا با یک رشته آرپژ به پایان می‌رسد. در همان حال که نوازنده ویلن سولو به نواختن این آرپژهای پایانی کادِنزا سرگرم است، مندلسون بار دیگر پای تم اصلی اول را به میان می‌کشد که توسط سازهای زهی و بادی اجرا می‌شود. قسمت بازگشت و از سرگیری موومان و کودا جلوه‌ای فریبنده و درخشان دارد.

### موومان دوم
۸–۹ دقیقه
بین قسمت طوفانی و پرجوش و خروش پایانِ موومان اول و شروع موومان دوم یا آندانته، یک نت تنها که با باسون نواخته می‌شود چون رشته ارتباطی به کار می‌رود تا هیچگونه درنگی ایجاد نگردد. در موومان آهسته نیز بار دیگر تم اصلی تقریباً از همان سرآغاز موومان توسط ویلن سولو معرفی می‌شود. این تم یک ملودی وسیع و موجدار با جریانی آرام است. قسمت میانی موومان آهسته به صورت تمی متضاد معرفی می‌شود که حالتی شوریده و بیقرار دارد. موومان آهسته پس از بازگشت تم اصلی و با همان حالت سرآغاز موومان به پایان می‌رسد در حالی که ویلن سولو بار دیگر ملودی رو به فراز رونده‌ای را می‌سراید ولی آکومپانیمان این ملودی را تا اندازه‌ای با آنچه در سرآغاز موومان شنیده‌ایم تفاوت پیدا می‌کند.

### موومان سوم
۶–۷ دقیقه
بار دیگر وظیفه پل اتصالی ملودیک را بر عهده ویلن سولو می‌گذارد و آنگاه ناگهان فیناله، آلگرو مولتو ویواچه از راه می‌رسد که با ارکستر آغاز می‌شود در حالی که به بانگ ترومپت‌ها، شیپورها، باسون‌ها و طبلها با آرپژهایی توسط ویلن سولو پاسخ گفته می‌شود و این قبل از آن است که ویلن تنها با نواختن تم اصلی این موومان روندوی آخر باز وارد صحنه شود. این تم، کیفیتی پری وار و شیطنت بار دارد که شاید بتوان آن را نمونه جالبی از ابداعات مندلسون شمرد. تم دوم به شیوه فورتیسیمو توسط ارکستر معرفی می‌شود و آنگاه موومان به پایان شاد و وجد آمیزی می‌رسد در حالی که ویلن سولو و ارکستر با هم تم اصلی روندو را به وضعی بس خوشایند اجرا می‌کنند.

## تحلیل کنسرتو
این کنسرتو، تنها در موومان اول از بسیاری جهات نوآورانه است. گر چه اولین موومان به فرم سونات است اما مندلسون در برخی اوقات از فرم کنسرتوی کلاسیک جدا می‌شود. در فرم‌های کلاسیک به‌طور معمول، قطعه با حرکت ارکسترال و با معرفی مواردی از تم اصلی شروع می‌شود. اما در این قطعه نزدیکترین ورود توسط تکنواز شروع شده و سپس ارکستر اجرا می‌کند. در اولین کنسرتوی پیانو وی نیز این اتفاق می‌افتد. کادنزا نیز از این نظر جدید است که به عنوان بخشی از کنسرت و قبل از پایان موومان نوشته شده‌است. در کنسرت‌های کلاسیک، کادنزا در انتهای موومان و قبل از کودای نهایی به صورت بداهه توسط نوازنده اجرا می‌شد. کادِنزای نوشته شده توسط مندلسون در اولین نسخهٔ کنسرتو گنجانده نشده بود و فقط یک نسخهٔ سادهٔ نوشته شده توسط «فردیناند داویت» وجود داشت. گر چه بعضی از نوازندگان نسخهٔ اصلی کادِانزای مندلسون را اجرا می‌کنند و برخی دیگر مانند جاشوا بل، کادِنزای خودش را به اجرا می‌گذارد. از دیگر تفاوت‌های این کنسرتو، اجرای بدون وقفه و بدون سکوتِ بین موومان‌ها است. این امر برای از جلوگیری از کف زدن‌های بین موومان‌ها بود که مخاطبان کلاسیک بر خلاف امروز به آن عادت داشتند.    

## اجراهای شاخص
طی شصت سال اخیر، کنسرتو ویلن مندلسون تقریباً توسط همه ویولنیست‌های نامداری که بر روی صحنه ارکستر ظاهر شده‌اند اجرا و ضبط شده‌اند. از اجراهای شاخص می‌توان به اجراهای زینو فرانسسکاتی، آیزاک استرن، یاشا هایفتز و هنریک شرینگ اشاره کرد.